# Brevilabus gillonorum
Brevilabus gillonorum là một loài nhện trong họ Lycosidae.
Loài này thuộc chi Brevilabus. Brevilabus gillonorum được Cornic miêu tả năm 1980.